# Strengen (Tal)
Strengen (norwegisch für Schnur) ist ein vereistes und 6 km langes Tal im ostantarktischen Königin-Maud-Land. Auf der Westseite des Ahlmannryggen liegt es zwischen den Flårjuvnutane und dem Flårjuven.
Norwegische Kartographen, die es auch deskriptiv benannten, kartierten es anhand von Vermessungen und Luftaufnahmen der Norwegisch-Britisch-Schwedischen Antarktisexpedition (1949–1952).